# كيروين بيكسوتو
كيروين بيكسوتو (بالإسبانية: Kerwin Peixoto)‏ هو مدرب كرة قدم ولاعب كرة قدم بيروفي في مركز الدفاع، ولد في 21 فبراير 1988 في ليما في بيرو. شارك مع منتخب بيرو لكرة القدم. أما مع النوادي، فقد لعب مع أليانزا ليما وسبورت بويز وسيينسيانو.

## وصلات خارجية
- كيروين بيكسوتو على موقع الاتحاد الدولي (مؤرشف)  (الإنجليزية)
- كيروين بيكسوتو على موقع إي إس بي إن إف سي (الإنجليزية)
- كيروين بيكسوتو على موقع قاعدة بيانات كرة القدم.إي يو (الإنجليزية)
- كيروين بيكسوتو على موقع ناشيونال فوتبول تيمز (الإنجليزية)